# 赵疃地雷战遗址
36°43′32″N 120°56′22″E / 36.72569°N 120.93950°E
赵疃地雷战遗址，位于山东省烟台市海阳市赵疃乡，是中华人民共和国全国重点文物保护单位之一。

## 沿革
1940年2月，日军在赵疃以东的孙家夼、夼里设据点，入侵海阳。从此当地民兵对日伪军开展了大范围的地雷战。赵疃民兵自制了十余种自制地雷，有铁雷、石雷、拉雷、飞行雷、马尾雷、防潮雷、子母连环雷、慢性自然雷等。在抗日战争期间，赵疃民兵与敌人作战500余次，造成对方600多人伤亡，20多人在地雷战后被俘虏，2辆汽车被地雷炸毁，期间赵疃民兵还支援了滨北、烟台等地的抗日武装并配合作战。当地曾荣获“特等模范爆炸村”的称号。

## 遗址保护
现存的地雷战遗迹有：山枣埠，月牙桥，村南丁字街，村北十字街等处。遗迹原貌尚存，墙面留下了当时地雷爆炸留下的痕迹。村中建有“赵疃地雷战陈列馆”。
1977年12月23日，列入第一批山东省文物保护单位，归类为革命遗址及革命纪念建筑物。1995年8月，山东省委、省政府在地雷战的故乡赵瞳村召开了纪念抗日战争胜利五十周年大会，三万余人出席大会，并在当年地雷战主战场观看了地雷战实弹表演。2019年10月16日，列入第八批全国重点文物保护单位，归类为近现代重要史迹及代表性建筑。

## 轶事

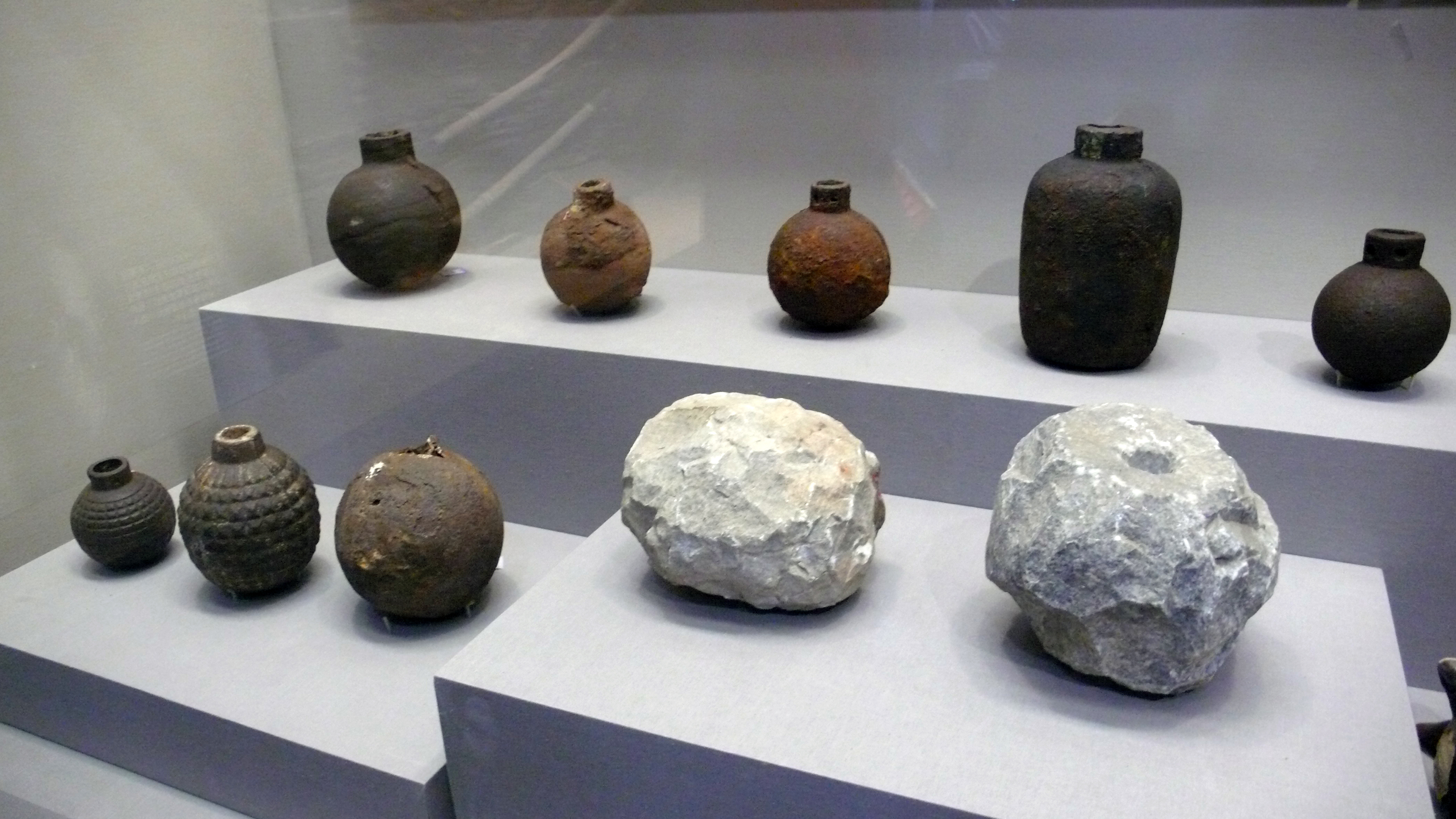
地雷战中使用的地雷

1962年，八一电影制片厂以海阳地雷战真实历史为背景，在海阳拍摄了军事教育片《地雷战》。同年电影上映，全国观众家喻户晓。